# Norio Tsukitate
Norio Tsukitate (築舘 範男, Tsukitate Norio) né le 2 avril 1960, est un entraîneur japonais de football.
Il a été le sélectionneur de Guam et du Bhoutan.